# 近澤昌志
近澤 昌志（ちかざわ まさし、1982年6月26日 - ）は、京都府出身の元プロ野球選手（捕手）。

## 来歴・人物

### プロ入り前
神川中学校時代はボーイズリーグに所属し、全国制覇を果たす。
中学校卒業後は鳥羽高校に入学、1年生にしてベンチ入り。野球部の1学年後輩には平野佳寿 (現:オリックス) がいた。3年生で春の甲子園に出場し、ベスト4止まり。2回戦の長野商高戦では、金子千尋と対戦している。次いで夏の甲子園にも出場したが、3回戦で横浜高校に敗れた。高校通算33本塁打。
2000年のドラフト会議で近鉄から3位指名を受け、入団。

### プロ入り後
プロ入り後は怪我もあり、二軍生活が長かったが2004年に一軍公式戦初出場を果たし、プロ入り初安打・打点を記録。
2005年に分配ドラフトを経て楽天に移籍した。しかし、移籍してから一軍出場はなくオフに戦力外通告された。
2006年、メジャーリーグに挑戦するために渡米。トライアウトに参加しヒューストン・アストロズ、ニューヨーク・メッツの興味を引いた。アストロズとドジャースが合同で開催するスカウトリーグに参加することになり、その結果次第ではアストロズとのマイナー契約もあり得る状況にあった。
同年6月30日、独立リーグ・ゴールデンベースボールリーグのリノ・シルバーソックスに入団。2007年も同チームでプレーし、前年よりも捕手での出場回数が増えていた。だが、8月に右膝痛を訴え即解雇された。帰国し12球団合同トライアウトに参加するも他球団からのオファーはなく、この年限りで現役を引退した。

### 引退後
現在は一般企業に勤めている。

## 詳細情報

### 年度別打撃成績
| 年 度     | 球 団     | 試 合 | 打 席 | 打 数 | 得 点 | 安 打 | 二 塁 打 | 三 塁 打 | 本 塁 打 | 塁 打 | 打 点 | 盗 塁 | 盗 塁 死 | 犠 打 | 犠 飛 | 四 球 | 敬 遠 | 死 球 | 三 振 | 併 殺 打 | 打 率 | 出 塁 率 | 長 打 率 | O P S |
| --------- | --------- | ----- | ----- | ----- | ----- | ----- | -------- | -------- | -------- | ----- | ----- | ----- | -------- | ----- | ----- | ----- | ----- | ----- | ----- | -------- | ----- | -------- | -------- | ----- |
| 2004      | 近鉄      | 4     | 2     | 2     | 0     | 1     | 1        | 0        | 0        | 2     | 2     | 0     | 0        | 0     | 0     | 0     | 0     | 0     | 1     | 0        | .500  | .500     | 1.000    | 1.500 |
| 通算：1年 | 通算：1年 | 4     | 2     | 2     | 0     | 1     | 1        | 0        | 0        | 2     | 2     | 0     | 0        | 0     | 0     | 0     | 0     | 0     | 1     | 0        | .500  | .500     | 1.000    | 1.500 |

### 記録
- 初出場：2004年4月3日、対オリックス・ブルーウェーブ2回戦（Yahoo!BBスタジアム）、9回表に益田大介の代打で出場
- 初打席・初安打・初打点：同上、9回表に歌藤達夫から左翼線2点適時二塁打

### 背番号
- 55 （2001年 - 2005年）